# Лещенко, Вячеслав Евгеньевич
Вячеслав Евгеньевич Лещенко (род. 24 апреля 1995, Ногинск) — российский хоккеист, нападающий. 

## Карьера
Вячеслав Лещенко начал заниматься хоккеем в подмосковном городе Электросталь в школе местной хоккейной команды «Кристалл», за которую дебютировал на уровне Открытого чемпионата Москвы среди юношей своей возрастной категории. В 2007 и 2008 годах выступал за юношескую команду московского «Спартака». После зимней Спартакиады 2012 года, которая проходила в Твери, перебрался в спортивную школу подмосковного клуба — «Атлант». По выпуску подписал свой первый, профессиональный контракт и начал выступать в молодёжной команде на уровне МХЛ — «Мытищинские Атланты». В 2012 году впервые вызвался под флаг Юниорской сборной России и принял участие в Мировом Кубке Вызова, проходившем в канадском городе Уинсор. В 2013 году в составе юниорской сборной выиграл медали международного турнира, проходившем в шведском городе Йончепинг, а также принимал участие в чемпионате мира среди юниоров, который проходил в Сочи.
В сезоне 2014/2015, 6 сентября 2014 года, дебютировал в КХЛ за «Атлант», в гостевом матче против казанского «Ак Барса». 29 ноября в гостевом матче против братиславского «Слована» забросил свою первую шайбу в лиге. Всего в сезоне провёл 34 матча, забросил 5 шайб и отдал 4 результативные передачи. Также принял участие в Молодёжной суперсерии и поехал на молодёжный чемпионат мира, на котором завоевал серебряные медали. В 2015 году клуб «Атлант» из-за финансовых трудностей прекратил своё существование, а права на хоккеиста перешли клубу СКА, однако, спустя два месяца Лещенко перебрался в возрождённый московский «Спартак», который возобновил свою деятельность после годичной паузы. В сезоне 2014/15 Лещенко вызывался в состав главной сборной страны для участия в матчах Еврохоккей Челленджа и победном Кубке Карьяла. В 2017 году выступал в составе Олимпийской сборной России на международном кубке Словакии, проходившем в городе Нитра. В 2017 году Лещенко продлил контакт со «Спартаком» ещё на два года.
Сезон 2019/2020 начал в составе красно-белых, а в ноябре 2019 года в результате обмена на Дамира Мусина перешёл в «Ак Барс». В декабре в обмен на денежную компенсацию перебрался в «Сочи». В мае 2020 года в результате обмена на денежную компенсацию покинул Сочи и был заявлен на сезон 2020/2021 в челябинский «Трактор». Так и не сыграв ни одного матча, 20 ноября расторг контракт. Через два дня стало известно о том, что китайский «Куньлунь Ред Стар» подписал с Лещенко двусторонний контракт до конца сезона. Одним из главных инициаторов перехода Лещенко стал тренер Вячеслав Козлов, который свой последний сезон в качестве игрока провёл в «Атланте», где начинал Лещенко. Потом Козлов тренировал Лещенко уже в «Спартаке». За китайскую команду Лещенко провёл 33 матча, за которые набрал 14 очков (8+6). По окончании контакта в качестве свободного агента, перешёл в подольский «Витязь».

## Достижения
- Обладатель Кубка вызова 2014 в составе сборной «запада»
- Серебряный призёр молодёжного чемпионата мира — 2015
- Победитель Кубка Карьяла — 2016